# Błogocice (Cieszyn)
Błogocice (deutsch Blogotzitz oder Blogotitz) ist ein Stadtteil von Cieszyn im Powiat Cieszyński der Woiwodschaft Schlesien in Polen.

## Geographie

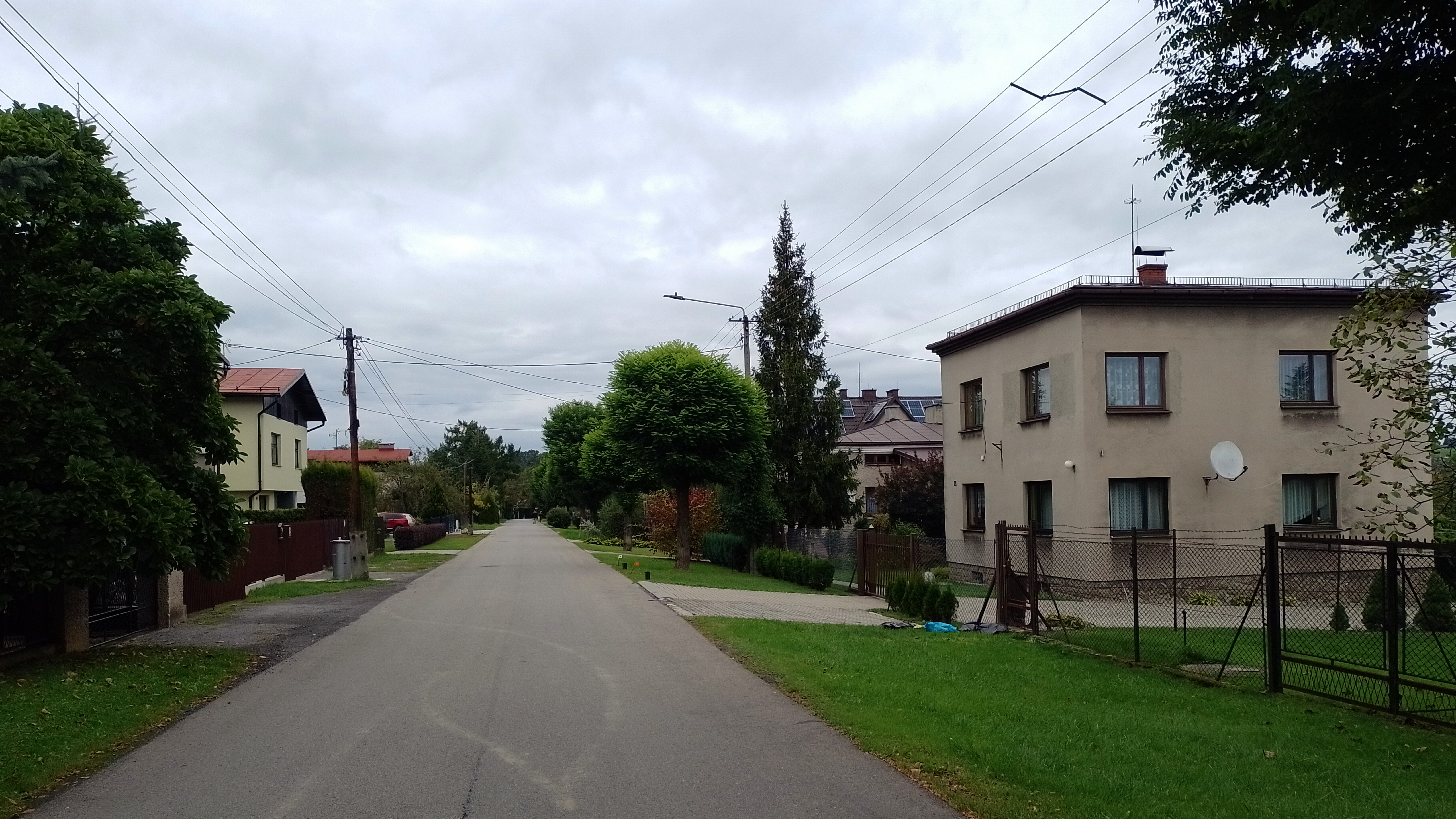
Typische vorortliche Bebauung von Błogocice

Błogocice liegt am Bach Puńcówka im Schlesischen Vorgebirge (Pogórze Śląskie), etwa vier Kilometer südlich des Stadtzentrums.
Im Jahre 1910 hatte das Dorf eine Fläche von 129 ha. Nachbarorte: Cieszyn im Norden, Bobrek im Osten, Puńców im Süden. Im Westen grenzt Błogocice an die Tschechische Republik (Svibice).

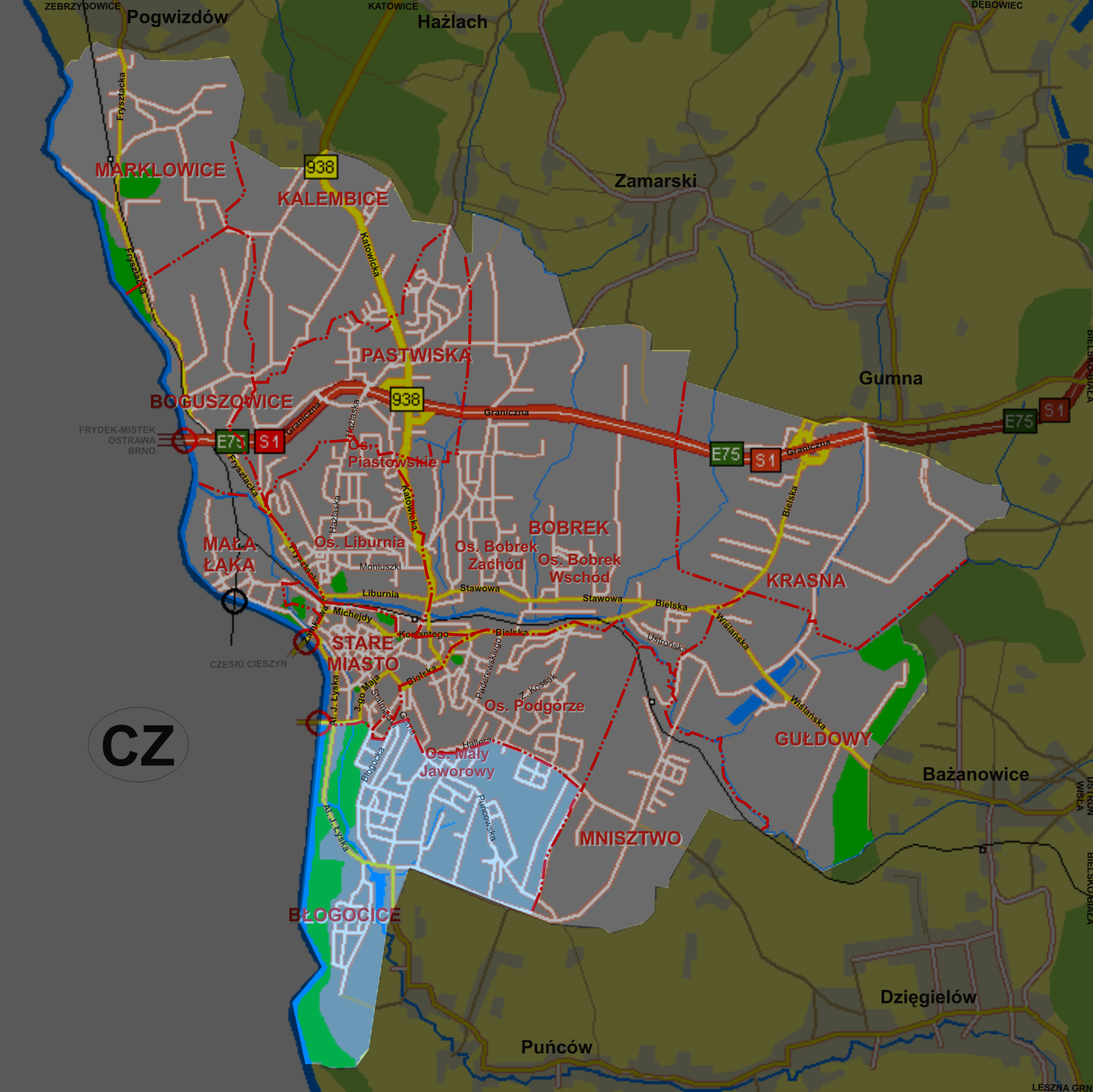
Lage von Błogocice (mit Mały Jaworowy) in Cieszyn

## Geschichte
Der Ort wurde im Jahre 1447 als forwarg blohoczsky (Blogotitzer Vorwerk) erstmals urkundlich erwähnt, und dann als z [von] Blogoticz (1566), na [auf] Blogoticzych (1684), Blogocic (1697), Blogotice (1724) und so weiter. Der Name ist patronymisch abgeleitet vom Vornamen Błogota (≤ Błogo-) mit dem typischen patronymischen Wortende -(ow)ice.
Politisch gehörte das Dorf ursprünglich zum Herzogtum Teschen, die Lehnsherrschaft des Königreichs Böhmen, und seit 1526 gehörte es zur Habsburgermonarchie.
Im 16. und 17. Jahrhundert gehörte das Dorf der Familie Sobek, dann der Familie Wildau. Im Jahr 1661 erhielt Andreas Wildau, ein Kaufmann von Teschen, adeliges Wappen, Helmkleinod, Mitgliedschaft der tschechischen Geschlechter und den Titel von Lindenweiß auf Blogotitz. Ab 1791 gehörte es zur Teschener Kammer.
Nach der Aufhebung der Patrimonialherrschaften wurde es 1850 ein Ortsteil der Gemeinde Svibice in Österreichisch-Schlesien, Bezirk Teschen und Gerichtsbezirk Teschen. Im Jahr 1900 hatte Błogocice 20 Häuser mit 218 Einwohnern, davon 200 (91,7 %) polnischsprachige, 18 (8,3 %) deutschsprachige, 124 (56,9 %) evangelisch, 94 (43,1 %) römisch-katholisch. 1910 gab es 27 Häuser mit 327 Einwohnern, davon 222 (68,3 %) polnischsprachige, 103 (31,7 %) deutschsprachige, 177 (54,1 %) römisch-katholisch, 150 (45,9 %) evangelisch.
1920, nach dem Zusammenbruch der k.u.k. Monarchie und dem Ende des Polnisch-Tschechoslowakischen Grenzkriegs wurde Błogocice ein Teil Polens, während der Sitz der Gemeinde (Svibice) Teil der Tschechoslowakischen Republik wurde. Błogocice wurde am 26. Juni 1923 als Stadtteil Cieszyns eingemeindet.

## Sehenswürdigkeiten
- Schlösschen, zunächst ein Vorwerk aus der Mitte des 15. Jahrhunderts, in der ersten Hälfte des 16. Jahrhunderts von Familie Mitmayer umgebaut, später mehrmals, 1909 das letzte Mal umgebaut.

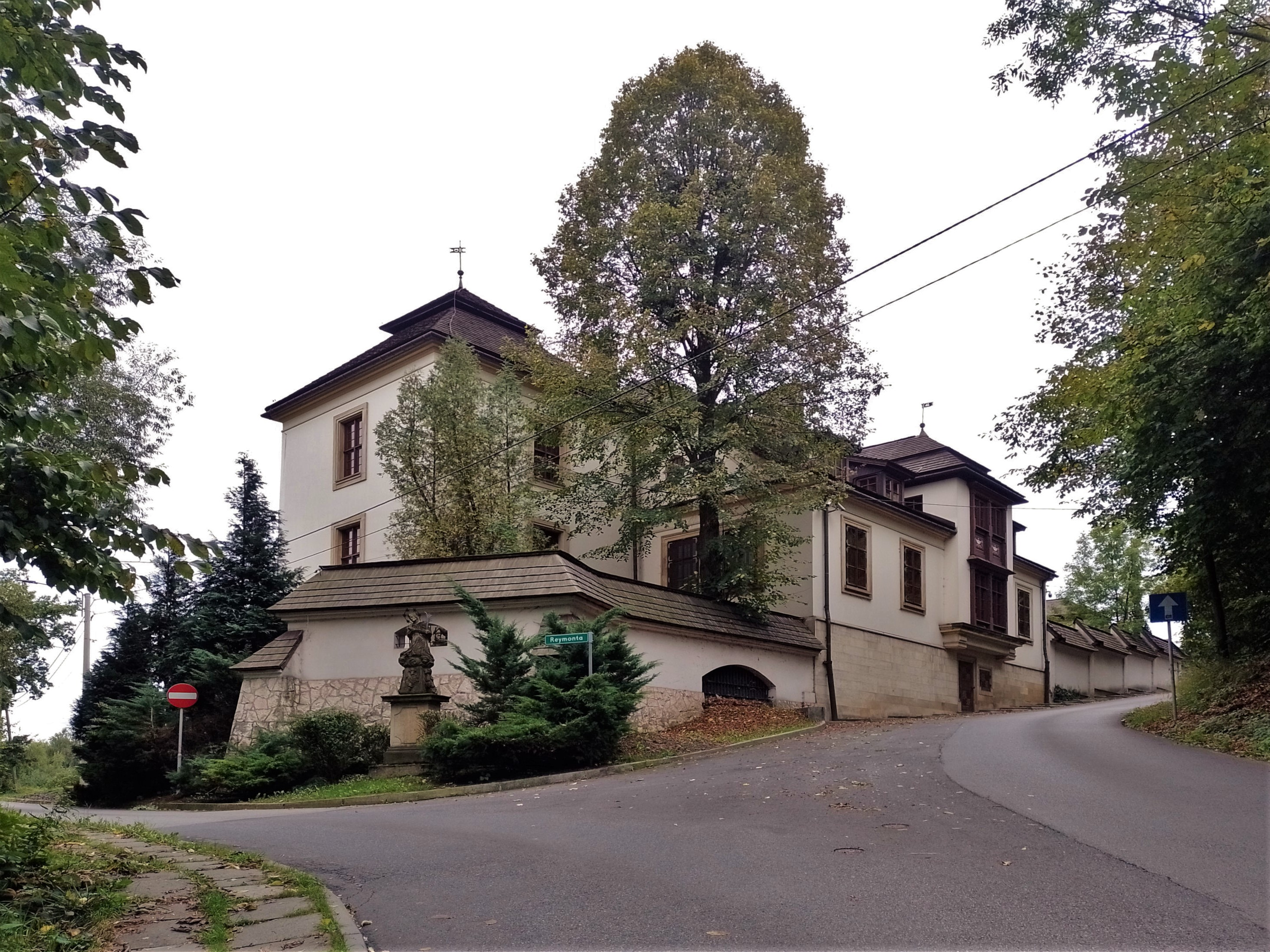
Schlösschen
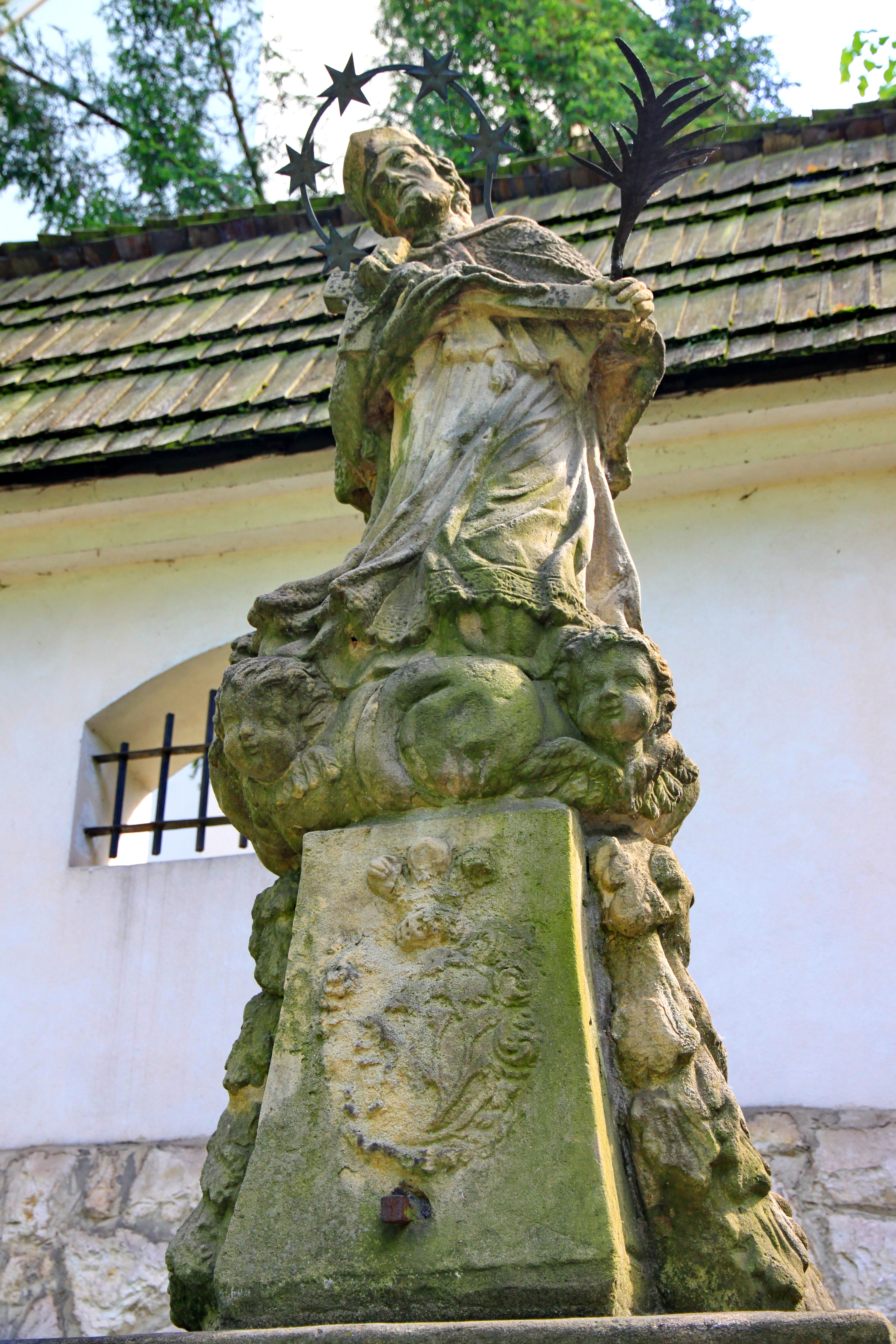
Nepomukstatue